# Budowo (grodzisko)
Budowo – grodzisko wczesnośredniowieczne położone w odległości 2 kilometrów na południe od Budowa, w pradolinie rzeki Skotawy. Wyraźne pozostałości obwałowań ziemnych wkomponowanych w przesmyk pomiędzy stawem i pobliską Skotawą oraz miejsca wczesnośredniowiecznego pochówku.